# 桜沢まひる
桜沢 まひる（おうさわ まひる、1983年3月9日 - ）は、日本のAV女優。
キカタン（企画単体）女優として扱われることが多い。一部作品やサイトではふりがなが「さくらさわ まひる」と明記されている。

## 略歴
埼玉県出身。2005年にAVデビュー。

## 作品

### アダルトビデオ
2005年
- ぶっとばしマ〇コ 21（2月19日、ドグマ）他出演:華純、木村彩、松下ゆうか

2006年
- 痴女FUCK実況レポート（2月10日、AVS）
- お・フェラ、裏の裏 3（2月11日、オメガゼロ）他出演:真由香りん、一ノ瀬ゆき、澤野ゆかり
- LOVE2kiss 4（2月11日、オメガゼロ）他出演:真由香りん、一ノ瀬ゆき、澤野ゆかり
- 素人ギャルズ［LEVEL A］ Ver.20（2月17日、アリスJAPAN）他出演:星崎あいか、姫野愛、江口美貴、綾乃梓
- 浣腸遊戯 9（3月3日、グローリークエスト）
- 私は痴女 第44報告書 満戸開放（3月4日、クリスタル映像）他出演:RIRIKO、要涼、片瀬渚、桜井あや、諸星茜
- レズビアンズ2（3月19日、ドグマ）…共演:大粒ルイ、泉まりん、朝倉みお
- ふたなりパイパンレズビアン（4月13日、カルマ）共演:藤沢ひな
- Cosplay IV 03 MAHIRU OUSAWA（4月20日、ユープランニング）
- 公共の営業中サウナにタカ○ジェンヌ風に男装させた女優を放り込め!!（4月20日、甲斐正明事務所(ブリット））他出演:星乃ゆめ、沢井真帆
- それが私の御主人様（5月12日、TMA）共演:田中美久、ミニうさ
- 人妻の情事 IV 夫以外の男に中出しされた妻たち（5月12日、隼エージェンシー）他出演:伊沢涼子、松本亜璃沙、三上友希、矢吹涼子
- 膣内注入 中出し専用マンコ（6月1日、ワンズファクトリー）
- 近親妻 私、義兄の中出しされて義父にも犯されました（6月12日、隼エージェンシー）
- 男子○学生 学級新聞の取材でSODにやってきた少年たち&満員電車で痴漢された少年たち（6月22日、SODクリエイト）共演:広瀬直美（広瀬奈央美）、姫宮ラム
- BIZARRE LOVE きもちいいことしてみたい（6月23日、笠倉出版社）
- ディープキス専門クラブ ミスティー・ルージュ 3（6月25日、アロマ企画）…共演:高田愛子
- 僕、専用。［Z］ 17（6月30日、ゴーゴーズ）
- アスリートレイプ（7月14日 TMA）他出演:美咲沙耶、清原りょう、綾原みづほ
- ふたなリズム 3（7月19日、ドグマ）共演:麻倉みお、泉まりん、大粒ルイ、他出演:天衣みつ、森野雫(川上ゆう）、米倉夏弥、ミュウ
- パンフェラ2 ～ビキニブリーフなめ～（7月23日、アロマ企画）他出演:海老川せり、豪ともえ、森下さやか、白井エリ
- ミラーレディー（7月28日、GIGA）
- メガネメイドしか見たくない!4時間（8月4日、TMA）他出演:田中美久、宝月ひかる、真中莉子、さくらの、その他
- 愛と唾液で奏でるベロレズビアン（8月6日、アロマ企画）…共演:逢澤ゆうり、あいら
- ヒロイン討伐 Vol.25（8月11日、GIGA）
- 舐め顔 ヒワイな顔とエロいベロ（8月20日、アロマ企画）
- スーパーヒロイン危機一髪!!Vol.07 自由戦士フェニックス（9月8日、GIGA）
- 猟奇の檻 21（9月16日、アヴァ）
- フェラコレ2006秋（10月10日、隼エージェンシー）他多数出演
- コスプレイヤー まひる&あゆ（10月14日、オメガゼロ）他出演:結城あゆ
- 私は痴女 4 3時間DX（10月20日、クリスタル映像）他出演:諸星茜、真鍋あや、片瀬渚、要涼、桜井あや、平山ここ、榊里緒、浅野美鈴
- こだわりの手コキ 4時間SP II（11月11日、隼エージェンシー）他多数出演
- 近親相姦中出し7人の近親中出し物語（11月19日、BRAVO）他出演:綾野みゆき、観月優、咲月ゆり、椎名りく、栗原まあや、蒼月ひかり
- 中出しされた人妻たち第3章（11月19日、BRAVO）他出演:水野涼、常盤みどり、高浪梨沙、風間ゆみ
- 真正中出しプリンセス 3（11月25日、モブスターズ）
- イラ魔チオ 15 美人セレブ妻マチオ（12月1日、グローリークエスト）
- オナニスト ［第十五章］（12月10日、隼エージェンシー）他多数出演
- 舐め顔 ヒワイな顔とエロいベロ舐め顔 ヒワイな顔とエロいベロ（12月15日、アロマ企画）
- マン土手 顔騎オナニー3（12月15日、アロマ企画）他出演:神谷まり、間宮いずみ、逢澤ゆうり、柴田なみ、広瀬ひかる、本村咲姫
- ディープキス専門クラブ [ミスティ ルージュ3]（12月15日、アロマ企画）他出演:高田愛子
- 熟女の性欲・少女の純真 近親エロレズ 母と娘と娘の親友…舐め愛（12月15日、レイディックス）共演:大友園子、安田ひかり
- 人魚戦隊マリンファイブ<陵辱編>（12月22日、GIGA）共演:日向ありさ、常夏みかん、椎名りく、日高ゆりあ、みずなあんり、妹川尚子
- 人魚戦隊マリンファイブ<討伐編>（12月22日、GIGA）共演:日向ありさ、常夏みかん、椎名りく、日高ゆりあ、みずなあんり、妹川尚子

2007年
- コスプレドールズ VOL.04（1月12日、映天）
- フェラコレ2007冬SP（1月13日、隼エージェンシー）他多数出演
- あの女と犯りたい3（1月19日、ZONE）
- キスマニア Vol.1（1月19日、BRAVO）他多数出演
- 女装子レズ 2（1月25日、レイディックス）共演:あだちももこ
- 人妻のオナニー なでしこ24人の本気・生オナニー（1月26日、Nadeshiko）他多数出演
- こだわりの手コキ 4時間SP 3 40人のハンドメイド（2月10日、隼エージェンシー）他多数出演
- うんこ面接 2（2月23日、排泄魂）他出演:神崎由真、美咲
- 淫刑 嫁嬲り 神楽メイ（2月25日、マドンナ）共演:神楽メイ
- スーパーバードファイブ（3月9日、GIGA）
- 私を好きにしてください… やられたい女たち（3月25日、ながえSTYLE）他出演:加賀雅、北条アミ
- 気狂い痴女王 第壱弾（4月9日、隼エージェンシー）
- ボーイッシュ・ガール（5月25日、ながえSTYLE）他出演:篠原さゆり、ののか
- 昼下がりの犯され妻 10人の奴隷妻7（6月16日、隼エージェンシー）他出演:あずま樹、三咲まお、つかもと.友希、翔田千里、さいとう真央、松本亜璃沙、葵あげは、高倉梨奈、葉月由良
- 中年男の夢を叶えるセックス やりたい放題!（6月25日、ながえSTYLE）他出演:京本かえで、あだちももこ、相武梨沙
- 夫の前で犯される妻 レイプの罠（6月25日、ながえSTYLE）…他出演:吹雪あかね
- 医療拷問破壊アクメ（7月13日、中嶋興業）
- ボロアパートレズ 四畳半同性愛（7月25日、ながえSTYLE）…共演:今井みすず、赤坂なつみ
- 大人たちの非常識変態性行為（7月25日、ながえSTYLE）他出演:木村那美、友田真希
- エルフプリンセス -囚われの処女-（7月27日、GIGA）…共演:椎名りく
- 彼女のカノジョと *22（8月3日、ゴーゴーズ）…共演:加護範子
- 飲酒運転しちゃった超カワギャルを偽装検問で捕まえてヤる（8月7日、カッコイイ!）共演:竹下あや、安堂結衣、れいか、桜庭彩、大久保伶、卯月杏、矢吹怜子、楓はるか
- アストラルレディ（8月10日、GIGA）…共演:橘流菜
- 美少女仮面オーロラシスターズ（8月24日、GIGA）…共演:斉藤真央、陽多まり
- 肉欲アリ地獄 レズの罠に堕ちる女たち（8月25日、ながえSTYLE）共演:木村那美、倖田李梨、華沢レモン
- カップル目的暴行魔（8月25日、ながえSTYLE）他出演:東早苗、木村那美、藤本ちさと、生田沙織
- 雪村春樹全集 2（9月7日、明和プランニング）
- 東京リミット HEAT.03（9月25日、ウイークエンダー）
- 婦女暴行（9月25日、ながえSTYLE）他出演:藤本ちさと、東城えみ
- 淫語中出しソープ 2（10月1日、AVS）
- 乱舞ル・フィッシュ CASE 6（10月10日、ウイークエンダー）共演:陽多まり、麻倉みゆき
- ヒロイン討伐 32（10月12日、GIGA）…共演:新川舞美
- ボトムライン 恥辱のボンデージ MISSION 01（10月23日、ウイークエンダー）共演:麻倉みゆき、新川舞美
- 乱舞ル・フィッシュ case12 Final ボンデージレズ・陵辱の掟（10月24日、WEEKENDER）他出演:中村さら、南原香織、くれは沙弥
- 変態村 禁断の性的いたずら（10月25日、ながえSTYLE）他出演:綾野みゆき、平山ゆいな、藤本ちさと
- 私を輪姦してください 2（11月25日、ながえSTYLE）他出演:牧あられ、大友唯愛
- スポユニ痴女誘戯（12月1日 AVS）…他出演:望月加奈
- 奥さんハマッてます（12月13日、イエローボックス）他出演:佐藤あや
- 借金姉妹 恥辱の返済（12月20日、ヒビノ）…共演:加護範子
- 強盗婦女暴行 肉欲逃亡（12月25日 ながえSTYLE）他出演:望月加奈
- 世界で一番卑猥な接吻 2（12月25日、ながえSTYLE）他出演:持田茜、大友唯愛、小日向ゆい
- ボトムライン/底線 Mission.03 恥辱のボンデージ（12月25日、ウイークエンダー）共演:相川るい

2008年
- ふたなりヒロイン イエローパンサー（1月11日、GIGA）共演:日比野夕希
- 痴女お姉さんのベビーシッター（1月16日、スピン・オフ）
- 乱舞ル・フィッシュ CASE9 ボンデージレズ・陵辱の掟（1月22日、ウイークエンダー）共演:麻倉みゆき、新川舞美
- 「素人と戯れる休日」（2月9日、Click）
- 性交エアライン（3月6日、SODクリエイト）…共演:花園エレナ、艶藤しおり、美上梨奈、椎名里香
- お下劣食い込み授業（3月14日、スピン・オフ）
- ボトムライン 恥辱のボンデージ MISSION 05（3月25日、ウイークエンダー）共演:蛯川真理、相川るい
- 拘束椅子連続電マ（4月18日、映天）他出演:麻生岬、飯島夏希、平川恋
- ボトムライン 恥辱のボンデージFINAL（8月8日、WEEKENDER）共演:城本久美、星優乃

2010年
- オペラ5周年記念DVD24時間6枚組 （12月25日、オペラ）他多数出演

2011年
- 人間国宝！最高齢AV男優 松木梅吉全集『年老いてもなお盛ん!』（10月25日、サイドビー）他出演:大塚ひな、篠原さゆり、川村沙織、紫月、長谷川エレナ、松浦ユキ、姫川りな、若槻朱音

### イメージビデオ
- まひるのシコシコ/桜沢まひる（2006年4月26日、イーネット・フロンティア）
- 妹爆破（2007年12月14日、エリスコーポレーション）…共演:桜沢くるみ

## 外部リング
※以下は、18禁サイト
- オールナイトすっぽんぽんBlog(with桜沢まひる） - ライブドアブログ